# Chloromachia albisparsa
Chloromachia albisparsa là một loài bướm đêm trong họ Geometridae.